# Taiara Farhana Tareque
Taiara Farhana Tareque (en bengali তাইয়ারা ফারহানা তারেক ; Dacca, 1994) est une artiste peintre, galeriste, conservatrice de musée et rédactrice en chef bengalie basée à Dacca, au Bangladesh.
Elle a cofondé l'atelier, galerie et centre culturel Studio 6/6 avec son père, Najib Tareque et sa mère, Farhana Afroz Bappy.

## Biographie
Taiara Farhana Tareque naît en 1994 à Dacca, la capitale du Bangladesh, fille des peintres et graveurs Najib Tareque et Farhana Afroz Bappy.
Elle étudie à la Summerfield International School et à l'Université des Arts libéraux du Bangladesh (en).
Comme ses parents, Taiara Farhana devient une artiste pluridisciplinaire et participe à divers événements artistiques, comme le « Dakha Art Summit » et « Chobi Mela ».
En 2015, la famille d'artistes lance le Studio 6/6, un atelier, galerie et centre culturel basé à Dacca,. Initialement pensé comme un atelier pour ses parents, l'espace est pris en charge par Taiara Farhana Tareque, sous l'impulsion de laquelle l'atelier et la galerie se développent et commencent à exposer d'autres artistes, dans le but de leur permettre de s'exprimer en laissant libre cours à leur créativité, dans un pays miné par la violence, la corruption, la cupidité et le fanatisme religieux. Une communauté voit ainsi le jour, permettant à de nouvelles idées et de nouveaux artistes d'émerger, à la grande satisfaction du monde de l'art bengladais,. Depuis, la galerie a accueilli plusieurs expositions, ateliers et événements mettant en vedette des artistes de différents talents, tels que des musiciens, des peintres, des écrivains, etc., auxquels Taiara Farhana Tareque participe elle-même,.
En 2018, Taiara Farhana Tareque est directrice de Jatra Bangladesh puis devient rédactrice en chef l'année suivante pour le magazine de design O Design.
En 2023, Taiara Farhana Tareque participe à l'exposition collective « Dhakka Makers », qui met en avant les créateurs le plus en vue du moment, qui ont pour mission d'encourager, favoriser et promouvoir la communauté créative. Tareque est reconnue pour son rôle au sein de Studio 6/6, qui est présenté comme « un espace artistique communautaire qui sert de point d'ancrage à des centaines d'artistes indépendants dans la ville ». La même année, Tareque est la curatrice de l'exposition « Brown Paper », organisée au Studio 6/6 ; elle présente les œuvres de 22 artistes, dont elle-même et sa mère après qu'elle les a invités à créer ces œuvres à l'atelier sur les 300 feuilles de papier brun (d'où le nom de l'exposition).
Taiara Farhana Tareque est l'une des figures de proue du collectif d'artistes femmes international Fearless Collective, réputé pour ses initiatives en matière d'art transformateur. Il a notamment participé en 2021 à la COP 26, créant une peinture murale représentant les leaders indigènes dans les rues de Glasgow, et en 2024 à une autre grande peinture murale dans les rues de Dacca, dans un but de reconnaissance et d'empouvoirement des héroïnes du quotidien. Achevé en moins d'une semaine, le projet s'est conclu par un iftar communautaire pour les participants du Conseil des minorités, soulignant l'esprit d'inclusion et de collaboration communautaire.